# Die Tochter des Mörders

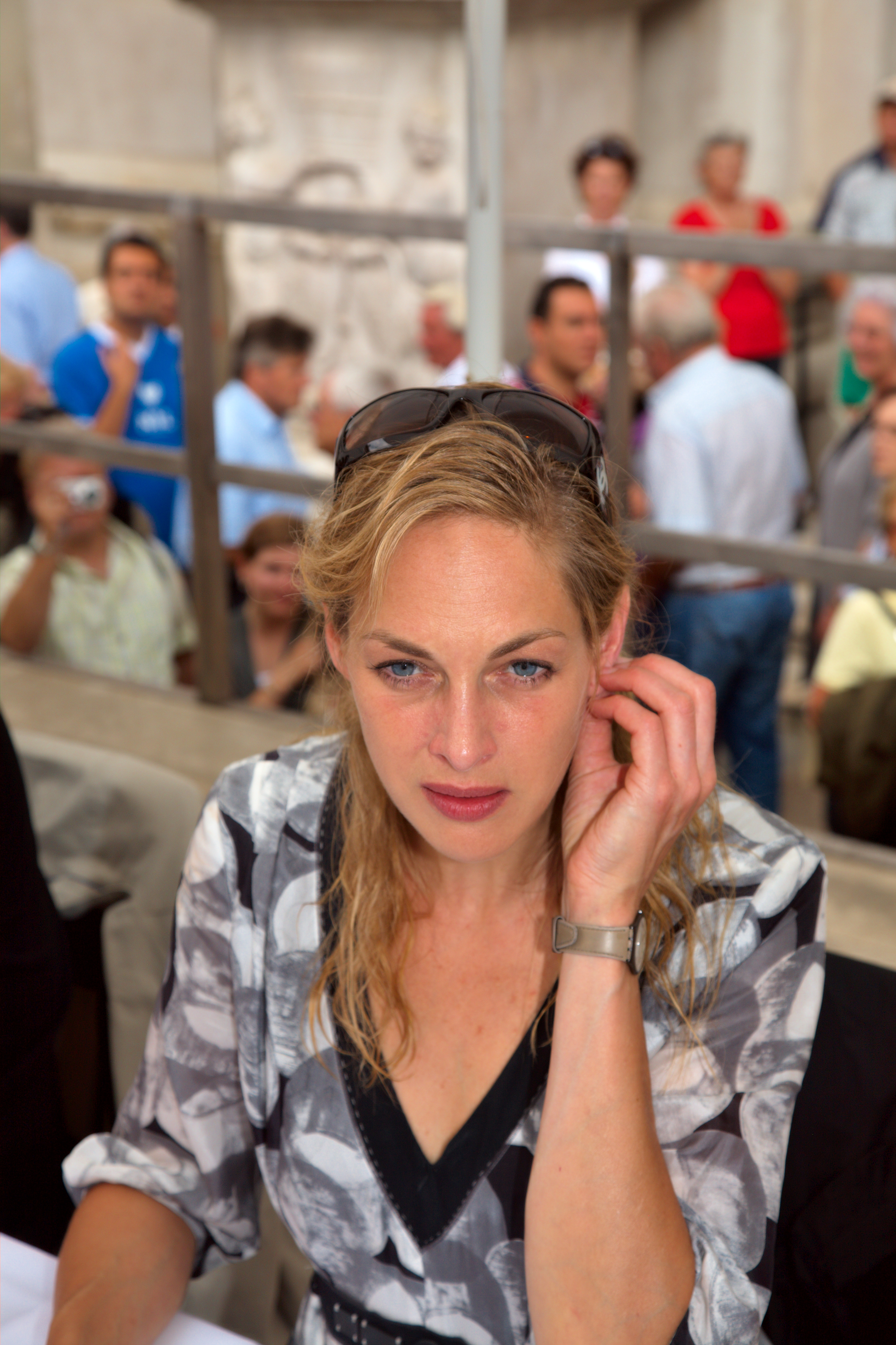
Sophie von Kessel spielt Hanna Meiwald (Foto von 2008)

Die Tochter des Mörders ist ein deutscher Fernsehfilm von Johannes Fabrick aus dem Jahr 2010. In den Hauptrollen spielen Matthias Brandt und Sophie von Kessel. Beide versuchen – aus beruflichen oder familiären Gründen – einen jahrzehntealten Kriminalfall aufzuarbeiten. Der Film wurde am 30. Juni 2010 auf dem Filmfest München uraufgeführt und erstmals am 25. Oktober 2010 im Fernsehprogramm des ZDF ausgestrahlt.

## Handlung
Hanna ist um die 40 Jahre alt und arbeitet als erfolgreiche Wirtschaftsprüferin in einer großen Münchener Kanzlei. Eines Tages wird sie in ihr Heimatdorf Gorberg gerufen, da ihr Vater an der Alzheimer-Krankheit leidet und in ein Pflegeheim muss. Sie fährt äußerst unwillig, zu gern hätte sie ihre Vergangenheit komplett hinter sich gelassen. Ihr Vater hat Jahre seines Lebens für den Mord an seiner Frau im Gefängnis gesessen. Hanna wurde damals nach der Tat in einer Pflegefamilie großgezogen und verließ schließlich die dörfliche Gemeinde, um in der Großstadt zu studieren und Karriere zu machen.
In Gorberg wird Hanna von den Dorfbewohnern teils mit Argwohn empfangen. Durch ihre Ankunft werden Erinnerungen wach, mit der Geschichte von damals hat man mittlerweile abgeschlossen. Die Gemeinde hat die Tat nicht vergessen. Hanna kümmert sich nur um das Nötigste und fährt bald wieder zurück. Doch in ihrem Job unterlaufen Hanna wiederholt Fehler, sodass sie von ihrem Chef beurlaubt wird. Ihre Ärztin kann nichts feststellen, sie vermutet eine psychische Ursache. Erneut erhält Hanna eine Nachricht aus der Heimat. Ihr Vater hat sich das Leben genommen und ihr einen Abschiedsbrief zukommen lassen, in der er seine Unschuld beteuert. Hanna lässt dies keine Ruhe und sie versucht herauszufinden, was damals passiert ist. Von Kommissar Arnsberger erfährt sie, dass ihr Vater das Geständnis damals schnell widerrufen hat und auch einige Sachen im Verhör nicht ganz akkurat abgelaufen ist. Hanna, die damals fünf Jahre alt war, hat nur äußerst bruchstückhafte Erinnerungen an den Vorfall.
Mit Hilfe eines Hypnotherapeuten versucht Hanna, ihre verschwommenen Erinnerungen aufzuhellen. Hanna hat sich damals im Keller versteckt und die Situation beobachten können, als ihre Mutter erstochen wurde. Doch die Identität des Täters lässt sich in der Hypnose nicht klären. Die Dorfgemeinschaft ist kaum eine Hilfe, denn irgendwie möchte sie von der Geschichte damals nichts mehr wissen. Bei ihren Pflegeeltern findet sie Briefe ihres Vaters an sie, die man ihr vorenthalten hat. Als Hanna in einem Kleid ihrer Mutter – die bei der Männerwelt damals sehr begehrt war – ins Wirtshaus geht, fühlen sich einige provoziert. Genauso wie von den Ermittlungen Arnsbergers, der nach dem Fund eines alten Briefes selbst vor DNS-Untersuchungen nicht Halt macht.
Als der wahre Täter seine Entdeckung befürchtet, sucht er Hanna in ihrem Familienhaus auf und versucht, sie zu betäuben. Hanna kann sich wehren und verletzt ihn beim Kampf mit dem Messer, das dieser mitgebracht hat. Es handelt sich um Direktor Blüchl, der Hannas Mutter einst nachgestellt hatte, aber von ihr abgewiesen wurde. Aus Eifersucht hat er ihre Mutter daraufhin erstochen. Hannas Mutter war damals schwanger, aber laut Arnsberger nicht von einem Nebenbuhler, sondern tatsächlich von Hannas Vater. Dies rehabilitiert den Ruf beider Eltern („Keine Schlampe zur Mutter und keinen Mörder zum Vater“). Ob die Lösung des Falls auch die Probleme von Hanna lösen kann, wird sich zeigen.

## Produktion
Der Film wurde vom 20. Oktober 2009 bis zum 20. November 2009 gedreht.

## Rezeption

### Kritiken
Das Lexikon des internationalen Films schreibt in seiner Rezension, der File sei ein „[a]tmosphärisch geschickt konstruierter (Fernseh-)Krimi mit überraschender Auflösung. Die eher konventionelle Mischung aus Psychodrama und Thriller gewinnt vor allem dank der Stimmigkeit von Ton und Schnitt, mit der unaufgeregt aufregende Schreckensmomente erzeugt werden.“
Rainer Tittelbach gibt dem Film in seiner Besprechung auf tittelbach.tv insgesamt 4 von 6 Sternen. Johannes Fabrick habe mit Die Tochter des Mörders einen grundsolide strukturierten und spannenden Film inszeniert. Auch wenn Fabrick die typischen Tricks des Genres bemühe, werde nichts überstrapaziert. Sophie von Kessel und Matthias Brandt würden in ihren Rollen überzeugen, Brandts Spiel sei „klein gezeichnet und groß(artig) in der Wirkung“. Von Kessel habe als Traumaopfer größeres zu bewältigen und gebe genauso viel Stoff wie die Geschichte benötige, jedoch ohne dabei zu übertreiben. Brandt würde sie immer wieder in weniger genrehafte Spiel zurückholen. Ihren Auftritt im Wirtshaus bei den oberbayerischen Dörflern hebt Tittelbach besonders hervor.
In der Frankfurter Allgemeinen Zeitung schreibt Andreas Platthaus, Sophie von Kessel würde in diesem Psychothriller überzeugen, die anderen Darsteller hätten es hingegen schwer. Das Frauenbild sei dennoch traditionell gehalten; und dies gerade dadurch, dass sich die Protagonistin einzig über ihren Job definiert. Platthaus bedauere, dass das Drehbuch zu sehr auf von Kessel fokussiere, während für alle anderen Rollen in dem Film kaum Platz sei. Gerade die Dorfgemeinschaft hätte nur eine Reihe von Kurzauftritten, wodurch der Zuschauer kaum Neugier entwickeln dürfte, hier nach dem Täter oder der Täterin zu suchen. In der Gesamtdarstellung findet der Kritiker den Film relativ einfallslos und auch „[e]in paar von „Psycho“ inspirierte Perspektiven machen das eher noch deutlicher, als dass sie es zu kaschieren wüssten“.

### Einschaltquote
Die Erstausstrahlung des Films im ZDF am 25. Oktober 2010 sahen 5,65 Millionen Zuschauer. Dies entsprach einem Marktanteil von 16,8 %.